# Rosa Claussen
Der ‘Rosa Claussen’, auch bekannt als ‘Dithmarscher Borsdorfer’, ‘Hanna Claussen’ oder ‘Jungferntitt’, ist eine Tafelapfel-Sorte aus Dithmarschen. Die Sorte ‘Rosa Claussen’ entstand vermutlich um 1910 in einem Knick als Zufallssämling.
Die Namensgeberin der Apfelsorte ‘Rosa Claussen’ lebte in der Gemeinde Wrohm, die bekannt für ihren alten Obstbaumbestand ist.

## Sorteneigenschaften
Die Sorte ‘Rosa Claussen’ gilt als krebsfrei und bildet große, gut verzweigte Bäume.
Der Fruchtstiel ist kurz und schaut kaum aus dem Blütenkelch heraus. Die Früchte werden mittelgroß mit einer ebenen Schale und einer tiefen Stielgrube. Früchte der Sorte ‘Rosa Claussen’ sind zu Beginn gelbgrün mit roten Streifen auf der Sonnenseite, welche später zu einer roten Schale mit hellen Punkten auf der Schale wechselt. Das „Fruchtfleisch“ ist gelblich und ist wohlschmeckend, mild-säuerlich mit ausgeprägtem Aroma. Die Sorte ‘Rosa Claussen’ ist von Ende September bis in den Februar genussreif.